# Nycticeius aenobarbus
Nycticeius aenobarbus és una espècie de ratpenat de la família dels vespertiliònids, de la qual se'n coneix ben poc.
L'espècie està cataloga com a dades insuficients a la Llista Vermella de la UICN, ja que no hi ha informació de la seva població, hàbitat, ecologia, trets principal o conservació. Carter i Dolan (1978) han suggerit que l'únic espècimen conegut no prové de Sud-amèrica.
Sovint és classificat com a sinònim de Myotis albescens, encara que són clarament diferents tant com a espècie com a nivells generals.